# Hisao Kami
Hisao Kami, född 28 juni 1941 i Hiroshima prefektur, Japan, är en japansk tidigare fotbollsspelare.